# Legion Stadium
Le Legion Stadium est un stade de soccer américain situé dans la ville de Wilmington, en Caroline du Nord.
Le stade, doté de 6 000 places et inauguré dans les années 1930, servait d'enceinte à domicile pour l'équipe de soccer des Hammerheads de Wilmington.

## Histoire
Le stade, qui fait partie d'un complexe sportif plus large appelé Legion Sports Complex, ouvre ses portes dans les années 1930.
À partir de 2003, l'équipe de soccer des Hammerheads de Wilmington de la USL Pro Select League  utilise le stade pour ses matchs à domicile, et ce durant six années, puis à nouveau entre 2011 et 2016.
Le stade est rénové en 2011.

## Galerie

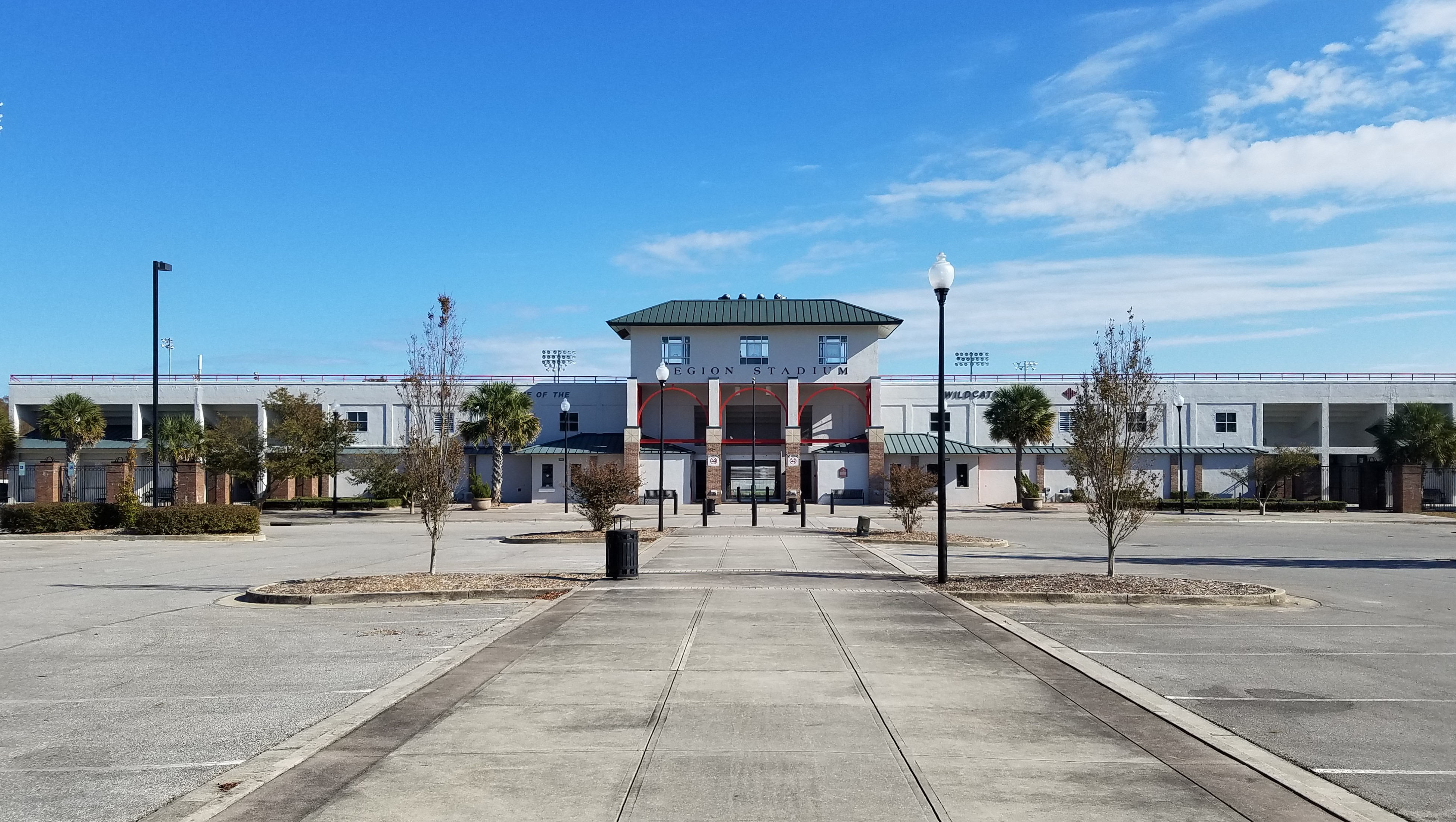
Entrée du stade n°2